# Cimitero di Caju
Caju è un quartiere della zona Nord di Rio de Janeiro. Il nome e anche quello di un frutto tropicale: l'anacardo.
Molto tempo fa questa zona apparteneva al quartiere storico São Cristovão.

## Il cimitero
Il cimitero São Francisco Xavier, più conosciuto come cemitério do Caju, è una necropoli della città di Rio de Janeiro.
È considerato, con i suoi 441.000 m2, uno dei più grandi di tutto il Brasile.
Originariamente situato di fronte alla spiaggia di São Cristóvão, oggi scomparsa a causa di varie discariche. Per essere trasformato in cimitero pubblico furono acquisiti diversi possedimenti limitrofi e, in tal modo, la superficie fu notevolmente aumentata. Ci sono voluti diversi livellamenti del terreno nel corso degli anni per rendere l'intera area utilizzabile, poiché è paludosa a causa della vicinanza della baia di Guanabara.
Fra le tante personalità sepolte, vi è la scrittrice e poestessa Clarice Lispector, l'ultimo presidente della giunta militare João Figueiredo, i cantanti Jamelão e Agepê e il giornalista e compositore Miguel Gustavo.